# Baumit
Baumit este o companie producătoare de finisaje și sisteme termoizolante din Austria, înființată în anul 1995 și care face parte din grupul austriac Schmid Industrieholding. Compania este prezentă în 20 de țări din Europa centrală, de est și de sud.

## Baumit în România
Compania deține două fabrici, în București și în Teiuș, județul Alba, care au, în total, o capacitate de 390.000 de tone anual.
Valoarea totală a investițiilor companiei, de la intrarea pe piața locală, depășeste 25 milioane de euro. Principalii concurenți ai companiei sunt Henkel, pe segmentul adezivilor și al sistemelor termoizolante, și Adeplast, pe segmentul mortarelor.
În ianuarie 2010, Baumit a preluat, pentru suma de 4 milioane euro, compania Imcop Calcar, care deține cariera de calcar de la Geomal, județul Alba.
Număr de angajați în 2008: 170
Cifra de afaceri:
- 2011: 28 milioane euro[4]
- 2007: 40 milioane euro[2]
- 2005: 24 milioane euro[5]